# 白沙凤尾蕨
白沙凤尾蕨（学名：Pteris baksaensis）为凤尾蕨科凤尾蕨属下的一个种。

## 扩展阅读
- 維基物種上的相關：白沙凤尾蕨